# Willie Cauley-Stein
Willie Trill Cauley-Stein (nacido como Willie Durmond Cauley, Jr., Spearville, Kansas, 18 de agosto de 1993) es un baloncestista estadounidense que se encuentra sin equipo. Su estatura es de 2,13 metros y juega en la posición de pívot.

## Trayectoria deportiva

### Universidad
Cauley-Stein jugó tres temporadas de baloncesto universitario con los Wildcats de la Universidad de Kentucky. En su primera temporada en 2012-13, fue seleccionado en el mejor quinteto de freshman de la Southeastern Conference. En esa temporada apareció en 29 partidos (14 como titular) y promedió 8,3 puntos, 6,2 rebotes y 2,1 tapones por partido.
En su último año ganó el premio al jugador defensivo del año de la Southeastern Conference y fue elegido por unanimidad en el primer equipo all-american de 2015.

### Profesional

#### NBA y G League
El 25 de junio de 2015, Cauley-Stein fue elegido en la sexta posición del Draft de la NBA de 2015 por los Sacramento Kings. El 16 de julio de 2015 firmó su contrato de rookie con los Kings. El 28 de octubre de 2015, Willie hizo su debut como profesional ante Los Angeles Clippers, registrando 2 puntos y 2 rebotes en la derrota por 111-104. En el siguiente partido registró su primer partido de cifras dobles en anotación, tras registrar 17 puntos con 9 rebotes y 3 tapones en la victoria de los Kings contra Los Angeles Lakers por 132-114.
Tras cuatro temporadas en Sacramento, el 2 de julio de 2019, firma con los Golden State Warriors.
El 24 de enero de 2020 es traspasado a Dallas Mavericks. El 1 de diciembre de 2020, renueva con los Mavs por dos años.
El 15 de enero de 2022, los Mavs cortan a Willie. Pero el 24 de febrero, firma un contrato de 10 días con Philadelphia 76ers, con los que disputó dos encuentros.
El 12 de agosto de 2022 se hace oficial su contratación por Houston Rockets. Sin embargo, el 15 de octubre fue cortado del equipo, y el 3 de noviembre comenzó la temporada con los Rio Grande Valley Vipers de la G League.
El 27 de febrero de 2023 firma un contrato de 10 días con Houston Rockets. Renueva el 9 de abril, pero no llega disputar ningún encuentro esa temporada con los Rockets.

#### Europa
El 31 de julio de 2023, firma por el Openjobmetis Varese de la Lega Basket Serie A italiana. El 30 de diciembre llegó a un acuerdo con el club  para la rescisión del contrato con una indemnización a su favor equivalente al 25% del salario de 200.000 euros netos, cantidad que debería haber recibido para la temporada 2023/2024.

#### Regreso
A finales de enero de 2024 firma por los Indios de Mayagüez de la BSN de Puerto Rico, pero deja el equipo en marzo sin llegar a debutar.
Durante julio y agosto de 2024 disputó el torneo The Basketball Tournament.

## Estadísticas de su carrera en la NBA

### Temporada regular
| Año     | Equipo       | PJ  | PT  | MPP  | %TC  | %3P  | %TL  | RPP | APP | ROB | TPP | PPP  |
| ------- | ------------ | --- | --- | ---- | ---- | ---- | ---- | --- | --- | --- | --- | ---- |
| 2015-16 | Sacramento   | 66  | 39  | 21.4 | .563 | .000 | .648 | 5.3 | .6  | .7  | 1.0 | 7.0  |
| 2016-17 | Sacramento   | 75  | 21  | 18.9 | .530 | .000 | .669 | 4.5 | 1.1 | .7  | .6  | 8.1  |
| 2017-18 | Sacramento   | 73  | 57  | 28.0 | .502 | .250 | .619 | 7.0 | 2.4 | 1.1 | .9  | 12.8 |
| 2018-19 | Sacramento   | 81  | 81  | 27.3 | .556 | .500 | .551 | 8.4 | 2.4 | 1.2 | .6  | 11.9 |
| 2019-20 | Golden State | 41  | 37  | 22.9 | .560 | .000 | .614 | 6.2 | 1.5 | 1.1 | 1.2 | 7.9  |
| 2019-20 | Dallas       | 13  | 2   | 12.1 | .689 | .000 | .556 | 4.6 | .8  | .3  | .8  | 5.2  |
| 2020-21 | Dallas       | 53  | 16  | 17.1 | .632 | .091 | .628 | 4.5 | .7  | .4  | .8  | 5.3  |
| 2021-22 | Dallas       | 18  | 2   | 9.8  | .457 | .500 | .500 | 2.1 | .5  | .3  | .2  | 1.9  |
| 2021-22 | Philadelphia | 2   | 0   | 3.0  | —    | —    | —    | 1.0 | .5  | .0  | .0  | .0   |
| Total   | Total        | 422 | 256 | 22.0 | .544 | .188 | .612 | 5.9 | 1.4 | .8  | .8  | 8.7  |

### Playoffs
| Año   | Equipo | PJ | PT | MPP  | %TC  | %3P | %TL   | RPP | APP | ROB | TPP | PPP |
| ----- | ------ | -- | -- | ---- | ---- | --- | ----- | --- | --- | --- | --- | --- |
| 2021  | Dallas | 6  | 0  | 10.5 | .667 | —   | 1.000 | 2.7 | .5  | .3  | .7  | 2.5 |
| Total | Total  | 6  | 0  | 10.5 | .667 | —   | 1.000 | 2.7 | .5  | .3  | .7  | 2.5 |

## Vida personal
Su padre, Willie Cauley, jugó al baloncesto universitario en el Dodge City Community College y una temporada para la Universidad de Pittsburgh. Su madre, Marlene Stein, también jugó al baloncesto universitario en St. Mary of the Plains College, periodo en el que se conocieron.
Willie está casado con Kelsey Brooks, que jugó al baloncestyo universitario para Arkansas. La pareja tiene tres hijos, Kendrixx Marie nacida en julio de 2020, y los gemelos Jaxx y Jett, nacidos en diciembre de 2022.

### Problema con las drogas
En agosto de 2024, cuando se cumplían más de dos años desde su último encuentro NBA, declaró, en el medio estadounidense The Athletic, que había sufrido una espiral destructiva relacionada con las drogas que casi acaba con su vida. Comentó que empezó a consumir en 2019 potentes analgésicos para remitir sus dolores, pero que en realidad las píldoras contenían fentanilo. «Tomé cientos de ellas durante meses y años». «Podría haber muerto». Motivo por el cual pasó 65 días en una clínica de desintoxicación.